# Armenis de Rússia
Els armenis de Rússia o armenis russos ( són una de les minories ètniques més grans del país i la comunitat més gran de la diàspora armènia fora de la República d'Armènia. El cens rus de 2010 va reportar 1.182.388 armenis al país. Hi ha altres estimacions que diuen que la població ètnica armènia a Rússia és en realitat més gran que 2 milions. Els armenis viuen en diverses regions, incloent-hi Moscou, Sant Petersburg, el krai de Krasnodar i el Caucas del Nord, arribant tan lluny com fins a Vladivostok a l'est.

## Història

### Període antic
Hi ha hagut presència armènia a Rússia des del final de l'edat mitjana, quan molts artesans, comerciants i mercaders es van aventurar al nord de la Península de Crimea i el Caucas del Nord per crear vincles comercials i comerciar.

### Federació russa
D'acord amb la Unió d'Armenis Russos, hi ha 2,5 milions d'armenis vivint a Rússia avui en dia. D'acord amb la mateixa font, al voltant de 850.000 són immigrants d'Armènia, 350.000 de l'Azerbaidjan i 250.000 de Geòrgia, incloent-hi 100.000 d'Abkhàzia i 180.000 de l'Àsia central, principalment de Tadjikistan i Turkmenistan.
El govern rus està encoratjant als armenis a immigrar i instal·lar-se a Rússia i està proveint incentius financers i de residència.

## Distribució

Distribució dels armenis a Rússia, 2010

La distribució dels armenis a la Federació Russa és la següent:
| ordre | Subjectes federals de Rússia | 1897   | 1959   | 1970   | 1979    | 1989    | 2002    | 2010    |
| ----- | ---------------------------- | ------ | ------ | ------ | ------- | ------- | ------- | ------- |
| 1     | Krai de Krasnodar            | 13.926 | 78.176 | 98.589 | 120.797 | 182.217 | 274.566 | 281.680 |
| 2     | Krai de Stàvropol            | 5.385  | 25.618 | 31.096 | 40.504  | 72.530  | 149.249 | 161.324 |
| 3     | Moscou                       | 1.604  | 18.379 | 25.584 | 31.414  | 43.989  | 124.425 | 106.466 |
| 4     | Óblast de Rostov             | 27.234 | 49.305 | 53.620 | 56.902  | 62.603  | 109.994 | 110.727 |
| 5     | Óblast de Moscou             | N/D    | 5.353  | 5.683  | 7.549   | 9.245   | 39.660  | 63.306  |
| 6     | Óblast de Volgograd          | N/D    | N/D    | 2.898  | 4.229   | 6.784   | 26.974  | 27.846  |
| 7     | Óblast de Saràtov            | 168    | 1.046  | 1.815  | 3.531   | 6.404   | 24.976  | 23.841  |
| 8     | Óblast de Samara             | N/D    | 1.027  | 1.629  | 2.216   | 4.162   | 21.566  | 22.981  |
| 9     | Sant Petersburg              | 753    | 4.897  | 6.628  | 7.995   | 12.070  | 19.164  | 19.971  |
| 10    | Ossètia del Nord             | 2.093  | 12.012 | 13.355 | 12.912  | 13.619  | 17.147  | 16.235  |
| 11    | Adiguèsia                    | N/D    | 3.013  | 5.217  | 6.359   | 10.460  | 15.268  | 15.561  |

### Moscou

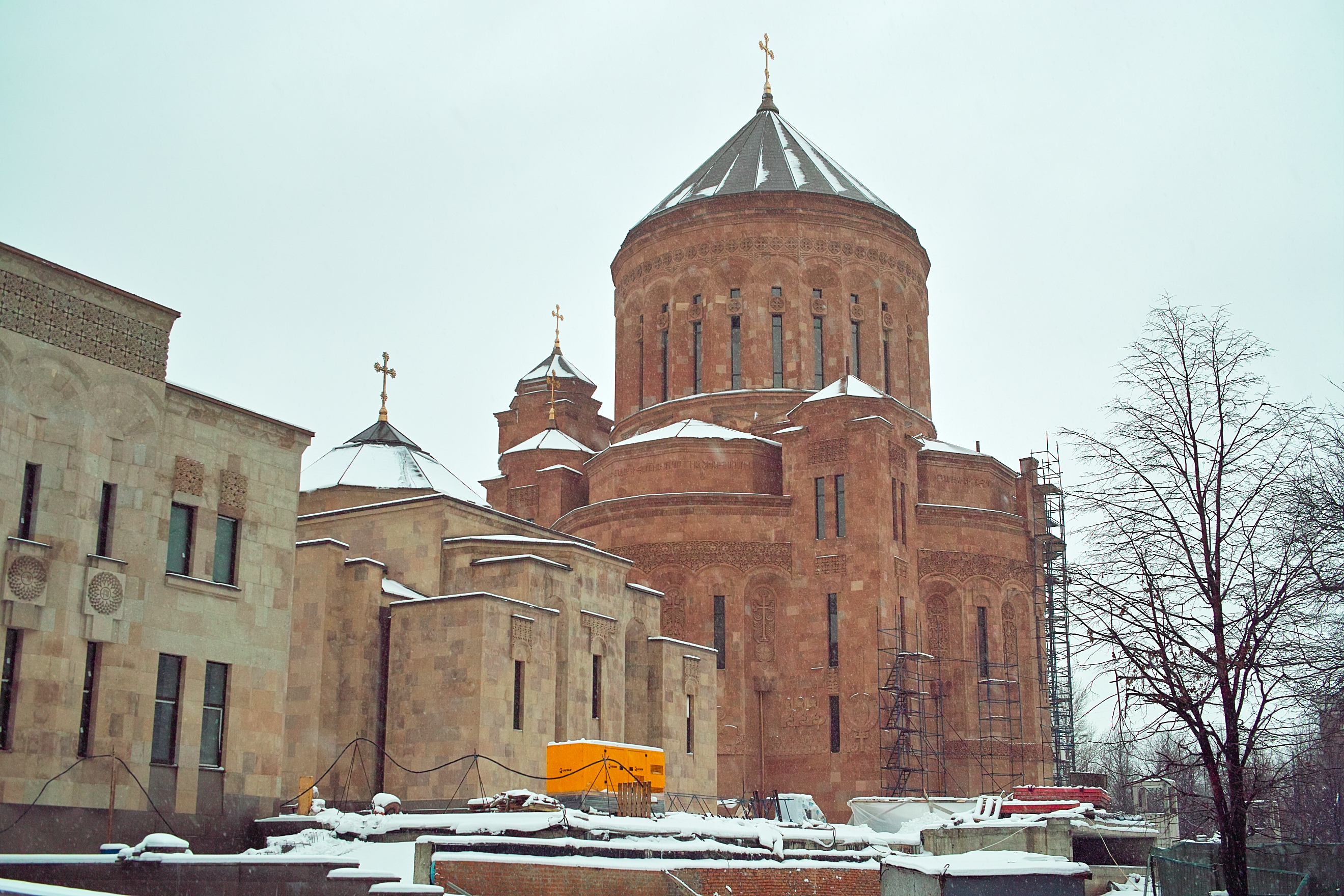
La Catedral armènia de Moscú, acabada el 2011

El cens de 2010 de Rússia estima el nombre d'armenis a Moscou en 106.466. Uns altres 63.306 armenis vivien a l'óblast de Moscou en aquell moment. Hi ha diverses estimacions sobre el nombre d'armenis a Moscou: 400.000, 600.000, 1.000.000. Es considera amb freqüència a Moscou com la comunitat armènia més gran a fora d'Armènia.

### Sant Petersburg
El 1708 van arribar els primers armenis a Sant Petersburg, i el 1710 ja existien a la ciutat «oficines armènies» El 1730, sota el lideratge del mossèn Ivan Sheristanova es va crear la primera parròquia armènia de l'Església Apostòlica Armènia.
Durant tot el segle xx la població armènia de Sant Petersburg ha anat creixent de forma contínua. El nombre d'armenis a Sant Petersburg va créixer de 1.759 el 1926 a 19.164 el 2002.
D'acord amb el cens soviètic de 1989 el 47% dels armenis parlen l'armeni com a llengua nativa, mentre que el 52% parlen el rus. Al mateix temps la major part dels armenis parlen de forma fluida el rus. Aproximadament la meitat dels armenis tenen educació superior i, consegüentment, un estatus social alt.

### Krasnodar
La diàspora armènia del krai de Krasnodar és una de les comunitats més grans d'armenis al món. D'acord amb el cens rus de 2002 hi ha 274.566 armenis i 211.397 d'ells parlen l'armeni com a llengua nativa i 6.948 tenen la ciutadania armènia.
A un cens anterior de 1989, el territori de Kranodar era la llar de més de 182.000 armenis (un 34,2% del total d'armenis a l'URSS). Durant el període entre els censos de 1989 i 2002, els armenis es van convertir en el segon grup ètnic després dels russos a Krasnodar.

### Rostov
Històricament, la regió del Don era la llar de la comunitat més gran d'armeni al territori del que és avui en dia la Federació Russa. El armenis van ser relocalitzats des del Kanat de Crimea sota les ordres de Caterina la Gran i van fundar diversos assentaments al voltant del territori de l'actual Rostov del Don (sent el més gran Nakhitxevan del Don, fusionat amb la ciutat de Rostov del 1928). Els armenis encara constitueixen la majoria de la població al districte de Myasnikovsky. El 2010 Rostov del Don tenia la tercera població més gran de totes les ciutats russes (després de Moscou i Sotxi al krai de Krasnodar).

## Armenis russos notables
Ordenats per ordre cronològic

### Arts and entertainment
- Ivan Aivazovski (1817–1900), pintor
- Irina Al·legrova (n. 1952), cantant pop
- Arno Babajanian (1921–1983), compositor i pianista
- Armen Djigarkhanian (n. 1935), actor
- Serguei Galoian (n. 1981), productor de músia
- Mikhaïl Galustian (n. 1979), comediant i animador
- Armen Grigorian (n. 1960), cantor i autor
- Luara Hairapetian (n. 1997), antor i autor
- Artur Janibekian (b. 1976), coproductor de Club de la comèdia
- Edmond Keossaian (1936–1994), director cinematogràfic
- Aram Khatxaturian (1903–1978), compositor de música clàssica
- Dmitri Kharatian (n. 1960), actor
- Filipp Kirkorov (n. 1967), cantant pop, «El rei del pop a Rússia»
- Garik Martirosian (n. 1974), comediant, coproductor de Club de la comèdia
- Frunzik Mkrttxian (1930–1993), actor
- Stas Namin (n. 1951), cantant de rock
- Levon Oganezov, realitzador cinematogràfic
- Serguei Parajanov (1924–1990), director cinematogràfic i actor
- Ievgueni Petrossian (n. 1945), comediant
- Avraam Russo (n. 1969), cantant de pop
- Ígor Sarukhanov (b. 1956), cantant de rock
- Martiròs Sarian (1880–1972), pintor
- Karen Xakhnazarov (b. 1952), realitzador i productor cinematográfic, director de Mosfilm des el 1998
- Mikael Tariverdiev (1931–1996), compositor
- Ievgueni Vakhtangov (1883–1922), actor i director de teatre

### Política i exèrcit
- Valerian Madatov (1782–1829), príncep, un tinent-general de l'Imperi Rus
- Vassili Bebutov (1791–1858), Ajudant general, general de la infanteria
- Ivan Làzarev (1820–1879), general
- Movses Silikyan (1862–1937), General major de l'Exèrcit Imperial Rus
- Mikhaïl Loris-Melikov (1825–1888), General de Cavalleria, Ministre de l'interior a Rússia (1880-1881)
- Anastas Mikoian (1895–1978), Home d'estat i diplomàtic, primer cap de diputats al Consell de Ministres de la Unió Soviètica (segon càrrec més important a la Unió Soviètica) des de 1955 a 1964
- Ivan Bagramian (1897–1982),Mariscal de la Unió Soviètica
- Hamazasp Babajanian (1906–1977), Mariscal en Cap de les forces mecanitzades de l'URSS, Heroi de la Unió Soviètica
- Nelson Stepanian (1913–1944), dues vegades Heroi de la Unió Soviètica, pilot bombarder en picat durant la Segona Guerra Mundial
- Ivan Issakov (1894–1967), comandant militar, cap de l'Estat Major de l'Armada Soviètica, ministre adjunt de la Marina de la URSS i va ocupar el rang d'Almirall de la Flota de la Unió Soviètica
- Serguei Khudiakov (1902–1950), mariscal d'aviació
- Artiom Mikoian (1905–1970), germà d'Anastàs, dissenyador aeronàutic, va dissenar molts dels famosos avions militars MiG.
- Serguei Lavrov (b. 1950), Ministre de l'exterior de Rússia des de 2004 (armeni per part de pare)

### Científics
- Leon Orbeli (1882–1958), fundador de la fisiologia evolucionària
- Andronik Iósifian (1905–1993), científic i inventor, pare de l'electromecànica a la Unió Soviètica
- Norair Sisakian (1907–1966), un dels fundadors de la biologia espacial, pioner de la bioquímica d'estructures subcel·lulars i de la bioquímica tècnica
- Abram Alikhànov (1904–1970), físic soviètic, un dels fundadors de la física nuclear a la Unió Soviètica
- Semion Kirlian (1898–1978), fundador de la Fotografia Kirlian, va descobrir que la matèria viva emet camps d'energia
- Ivan Knuniants (1906–1990), químic, un dels desenvolupadors del programa soviètica d'armes químiques
- Mikhaïl Txailakhian (1902–1991), fundador de la teoria hormonal del desenvolupament de les plantes
- Gurguen Askarian (1928–1997), físic, inventor de l'autoenfocament de la llum
- Aleksandr Kemurdjian (1921–2003), dissenyador dels primers vehicles d'exploració de la lluna i de Mart
- Tateos Aguekian (1913–2006), astrofísic, un dels pioners de la dinàmica estelar
- Serguei Adian (b. 1931), un dels matemàtics soviètics més prominents[24]
- Borís Babaian (b. 1933), pare de la supercomputació a la Unió Soviètica i Rússia
- Artur Txilingarov (b. 1939), explorador polar, membre de la Duma estatal de 1993 a 2011

### Esports
- Arsen Galstian (n. 1989), judoka, campió olímpic 2012
- Evgénia Medvédeva (n. 1999), patinadora artística individual (armènia per part de pare)
- Seda Tutkhalian (n. 1999), campió dels Jocs Olímpics de la Joventut de 2014

### Miscel·lània
- Nikita Simonian (b. 1926), jugador de futbol i entrenador
- Ara Abrahamian (b. 1957), empresari
- Ruben Dixdixian (b. 1959), empresari
- Garri Kaspàrov (b. 1963), Gran Mestre d'escacs, escriptor i activista polític, considerat per molts el millor jugador d'escacs de tots els temps
- Ruben Vardanian (b. 1968), empresari, gerent general de Troika Dialog
- Margarita Simonian (b. 1980), periodista, editor en cap de la xarxa de notícies de la televisió Rússia avui